# مكابي أخاء الناصرة
مكابي أخاء الناصرة هو فريق عربي فلسطيني من مدينة الناصرة يلعب بالدوري الاسرائيلي الممتاز.

## تاريخ الفريق
تأسس فريق مكابي أخاء الناصرة عام 1973عندما قرر فريقي الأهلي الناصرة والسلام الناصرة بالتوحد تحت فريق واحد. لقد كان فريق مكابي اخاء الناصره الفريق الثاني أهمية في المدينة بعد ان كان الفريق الخصم هبوعيل أبناء الناصره هو الذي يتصدر الدرجات حيث كان يلعب بالدرجة الأولى وهي الدرجة الثالثة في إسرائيل.
بقي هذا الامر حتى موسم 1998/1999 عندما تأهل الفريق للدرجة الأولى.في عام 2003 صعد الفرييق لأول مرة للدرجة العليا ليكون أول فريق عربي فلسطيني يلعب بالدورة الإسرائيلي الممتاز - في العام ذاته صعد أيضا فريق اتحاد أبناء سخنين.
بعد هذا الصعود هبط الفريق في الموسم التالي للدرجة الممتازة ومن ثم للدرجة القطرية. بالرغم من هذا الهبوط درجتين في موسمين الا ان الفريق عاد إلى الدرجة الممتازة عام 2006 كوسم واحد فقط بعد ان هبط للدرجة الممتازة ومرة أخرى في موسم 2008/2009 صعد الفريق للدرجة العليا وفي موسم 2010/2011 هبط إلى الدرجة الممتازة.
في 29/4/2015 وصل الفريق لأول مرة لنصف نهائي كأس الدولة حيث خرج من التصفيات بعد خسارة 3-0 لفريق مكابي تل ابيب

## وصلات خارجية
- موقع الفريق
- صفحة الفريق في موقع الاتحاد العام لكرة القدم